# اوپادشا
اوپادشا (به سانسکریت: उपदेश)، به معنی "آموزه" یا "دستورالعمل - ره‌نمود"، در ادیان دارمایی مانند آیین هندو و بودایی راهنمایی معنوی است که گورو در اختیار شاگرد می‌گذارد:
استاد تنها از شاگرد نمی‌خواهد وظیفه‌ای را انجام دهد، بلکه در کنار شاگرد می‌ماند و او را یاری و هدایت می‌کند، به قلب شاگرد نزدیک می‌ماند و مسیری را که باید در این زندگی دنبال کند به دانش‌آموز نشان می‌دهد.

## واژه شناسی
اصطلاح اوپادشا دارای معانی متعدد به هم مرتبط است:
- "مطلع‌سازی"، "شفا‌ف‌سازی"، "روشن‌سازی"
- "موعظه"، "نسخه پیچی"
- "دستورالعمل"، "راه‌نمایی"، "اشاره به"
- "پاگشایی - عضویت" "مبادله مانترا یا ورد در مراسم پاگشایی"